# Большепанюшево
Большепаню́шево (рос. Большепанюшево) — село у складі Алейського району Алтайського краю, Росія. Адміністративний центр Большепанюшевської сільської ради.

## Населення
Населення — 538 осіб (2010; 543 у 2002).
Національний склад (станом на 2002 рік):
- росіяни — 90 %